# サム・レヴァイン
サム・レヴァイン（Samm Levine, 1982年3月12日 - ）はアメリカ合衆国の俳優。サム・レヴィーンとも表記される。身長163cm。

## 略歴
イリノイ州シカゴ出身。

## 主な出演作品

### 映画
- ミステリー・ツアー Club Dread (2004)
- パルス Pulse (2006)
- イングロリアス・バスターズ Inglourious Basterds (2009)
- 愛しのベス・クーパー I Love You, Beth Cooper (2009)

### テレビ
- フリークス学園 Freaks and Geeks (1999-2002)
- LOST Lost (2010) ※1エピソード（ノンクレジット）